# Broomfield, Maidstone
Broomfield är en by i civil parish Broomfield and Kingswood, i distriktet Maidstone, i grevskapet Kent, i England. Byn är belägen 8 km från Maidstone. Byn nämndes i Domedagsboken (Domesday Book) år 1086, och kallades då Brunfelle.